# Harry John Lawson
Harry John Lawson (1852 – Harrow, 1925) è stato un progettista e imprenditore britannico.

## Biografia
Henry John Lawson, anche noto come Harry Lawson, fu un progettista di biciclette, corridore ciclistico, pioniere dell'industria automobilistica, e truffatore. Fondò la The Daimler Motor Company Limited a Londra nel 1896. Più tardi la fabbricazione a Coventry.  Lawson organizzò la prima edizione del 1896 della London to Brighton car run.

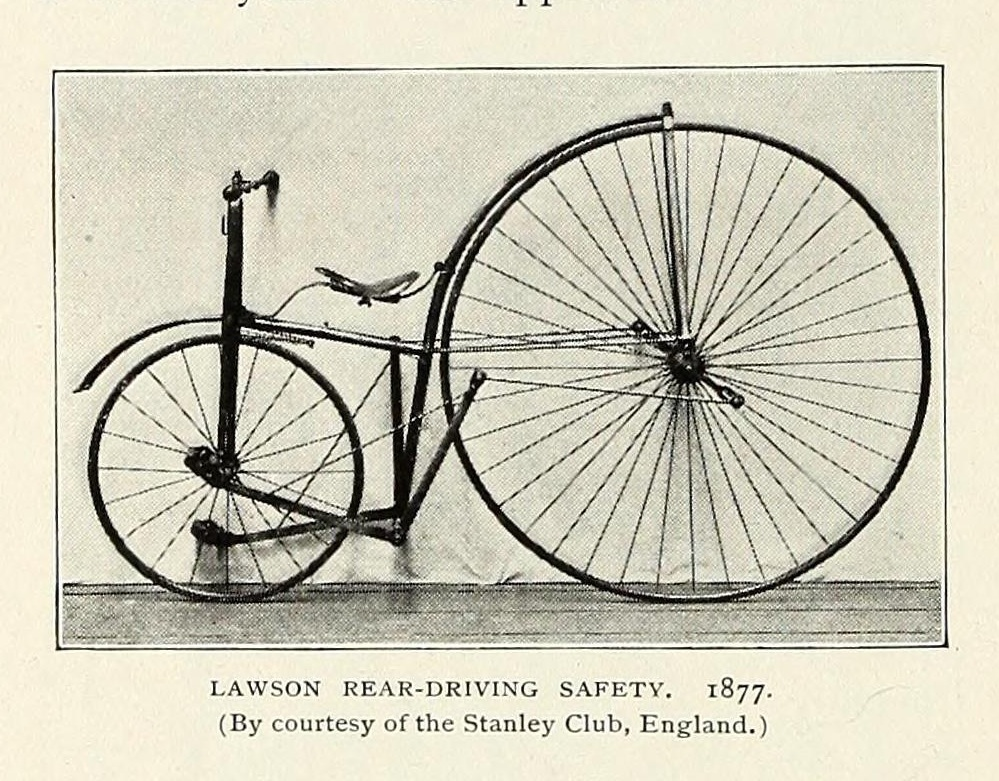
Lawson Safety del 1877

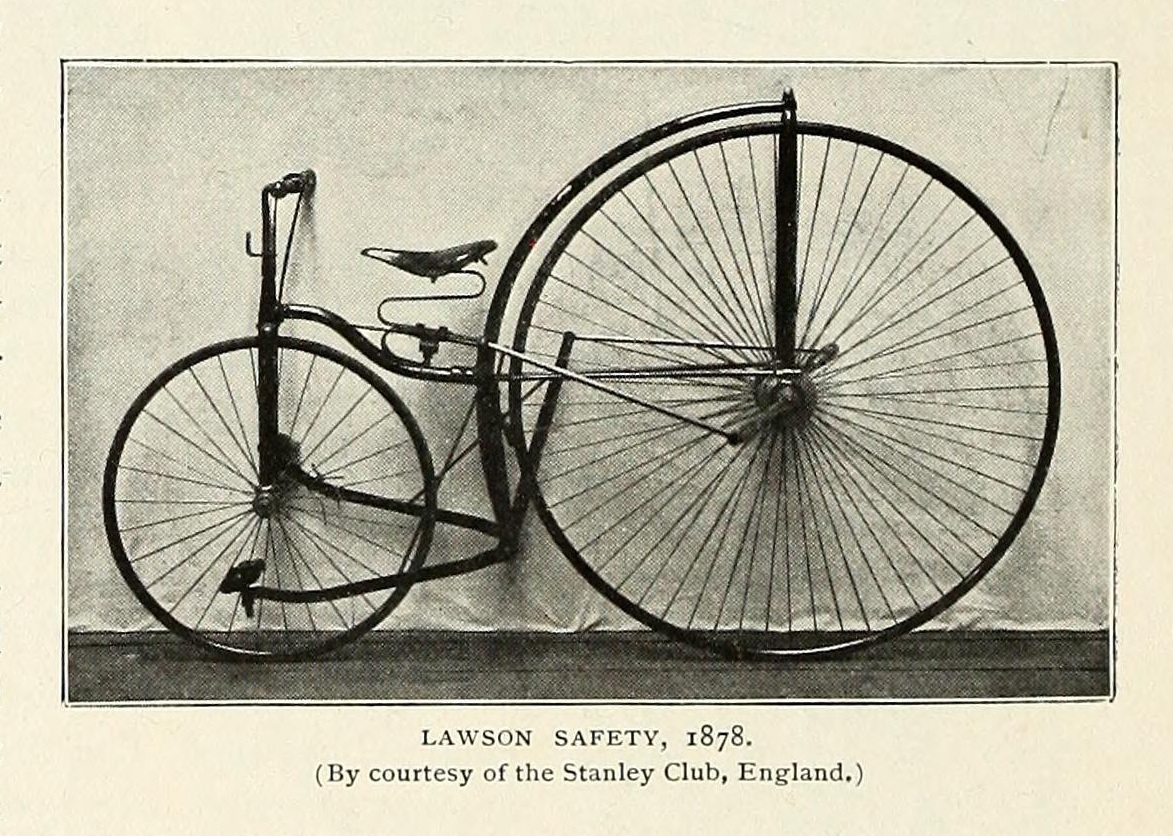
Lawson Safety del 1878

Figlio di un tornitore di ottone, Lawson disegnò diversi tipi di biciclette negli anni '70 del XIX secolo. La novità fu l'introduzione della catena come trasmissione alla ruota posteriore, e si divide con John Kemp Starley il merito di aver inventato a moderna bicicletta.

## Promotore della motorizzazione
Lawson vide grandi opportunità nella creazione di una industria automobilistica in Gran Bretagna, e si arricchì con brevetti e società scatola (shell corporation).
Nel 1895, tra vari tentativi di promozione dei suoi progetti e lobby in Parlamento per eliminare il Red Flag Act, Lawson e Frederick Simms fondarono il Motor Car Club of Britain.
Lawson e il Motor Car Club organizzarono la prima London to Brighton run, la "Emancipation Run", che si tenne il 14 novembre 1896 per celebrare la deregolamentazione del Red Flag Act, che aprì la strada allo sviluppo dell'industria automobilistica britannica.
Lawson cercò di avere il monopolio di tale industria, comprando brevetti stranieri. Ebbe l'esclusiva dei diritti per la Gran Bretagna di De Dion-Bouton e Bollée; comprò la Humber Bicycle Company; e i diritti britannici per le biciclette statunitensi. Fondò società di promozione: British Motor Syndicate con Adolphe Clément e Lord Charles Chetwynd-Talbot, 20th Earl of Shrewsbury. (BMS fu uno dei progetti falliti di Lawson nel 1897, ma fu la genesi di Clément e Talbot) Lawson inoltre fondò la British Motor Company, British Motor Traction Company, The Great Horseless Carriage Company, Motor Manufacturing Company, e con E. J. Pennington, la Anglo-American Rapid Vehicle Company. Con l'unico successo della The Daimler Motor Company Limited, comprò i diritti di Gottlieb Daimler. Dopo diversi fallimenti la British Motor Syndicate fu riorganizzata e rinominata British Motor Traction Company nel 1901, a guida di Selwyn F. Edge.

## Problemi legali
Molti dei diritti da brevetti acquisiti non vennero ritenuti leciti come sperato, dal 1901 una serie di cause legali fecero erodere il patrimonio. Lawson perse contro la Automobile Mutual Protective Association. Nel 1904 Lawson fu processato per truffa ottenendo denaro da azionisti e venne ritenuto colpevole e condannato a un anno di lavori forzati.

Lawson fu estromesso dall'industria automobilistica dal 1908 e sparì dalla circolazione per alcuni anni.
Riapparì come direttore della Blériot Manufacturing Aircraft Company Ltd., filiale della francese Louis Blériot. Lawson segretamente acquistò il controllo della compagnia poco prima della sottoscrizione pubblica. La società venne scoperta nell'accordo con Blériot. quando questo venne alla luce, la compagnia fu chiusa e Lawson ritenuto colpevole di frode e disonestà.
Si ritirò a vita privata e morì nella sua casa di Harrow nel 1925.